# Березник (Попонаволоцкое сельское поселение)
Березник — деревня в Вельском районе Архангельской области. Входит в состав муниципального образования «Попонаволоцкое».

## География
Деревня расположена в южной части Архангельской области, в таёжной зоне, в пределах северной части Русской равнины, в 100 километрах на север от города Вельска, на берегу озера Попонаволоцкое. Ближайшие населённые пункты: на юго-востоке примыкает село Павловское.
Часовой пояс
Березник, как и вся Архангельская область, находится в часовой зоне МСК (московское время). Смещение применяемого времени относительно UTC составляет +3:00.

## Население
| 2002 | 2010 | 2012 | 2014 |
| ---- | ---- | ---- | ---- |
| 10   | ↘3   | ↘2   | →2   |

## История
В «Списке населённых мест Архангельской губернии на 1 мая 1922 года» поселение записано как дер. Березницкая (Березникъ), в которой 12 дворов, 44 мужчины и 45 женщин. В административном отношении деревня входила в состав Попонаволоцкого сельского общества Благовещенской волости Шенкурского уезда.